# Rönö, Hölebo och Daga häraders valkrets
Rönö, Hölebo och Daga häraders valkrets var vid riksdagsvalen till andra kammaren 1881-1908 en egen valkrets. Den uppgick vid valet 1911 i den nybildade Södermanlands läns södra valkrets.

## Riksdagsmän
- Axel Mörner (1882–1884), nya centern 1883–1884
- Carl Andersson (1885–1896), lmp 1885–1887, nya lmp 1888–1894, lmp 1895–1896
- Ernst Lindblad (1897–1908), lmp
- Carl Gripenstedt (1909–1911), lib s

## Valresultat

### 1887 I
| Andrakammarvalet i Sverige 1887 I: Rönö, Hölebo och Daga häraders valkrets | Andrakammarvalet i Sverige 1887 I: Rönö, Hölebo och Daga häraders valkrets | Andrakammarvalet i Sverige 1887 I: Rönö, Hölebo och Daga häraders valkrets | Andrakammarvalet i Sverige 1887 I: Rönö, Hölebo och Daga häraders valkrets | Andrakammarvalet i Sverige 1887 I: Rönö, Hölebo och Daga häraders valkrets |
| Kandidat                                                                   | Kandidat                                                                   | Röster                                                                     | Röster                                                                     | Röster                                                                     |
| Kandidat                                                                   | Kandidat                                                                   | Antal                                                                      | %                                                                          | +− %                                                                       |
| -------------------------------------------------------------------------- | -------------------------------------------------------------------------- | -------------------------------------------------------------------------- | -------------------------------------------------------------------------- | -------------------------------------------------------------------------- |
|                                                                            | Carl Andersson (prot.)                                                     | 341                                                                        | 75,8                                                                       |                                                                            |
|                                                                            | Karl Lagerqvist (frih.)                                                    | 101                                                                        | 22,4                                                                       |                                                                            |
|                                                                            | Övriga kandidater                                                          | 8                                                                          | 1,8                                                                        |                                                                            |
| Antal giltiga röster                                                       | Antal giltiga röster                                                       | 450                                                                        |                                                                            |                                                                            |
| Kasserade röster                                                           | Kasserade röster                                                           | 3                                                                          |                                                                            |                                                                            |
| Totalt                                                                     | Totalt                                                                     | 453                                                                        |                                                                            |                                                                            |

Valet hölls den 14 april 1887. Valdeltagandet var 53,9%.

### 1887 II
| Andrakammarvalet i Sverige 1887 II: Rönö, Hölebo och Daga häraders valkrets | Andrakammarvalet i Sverige 1887 II: Rönö, Hölebo och Daga häraders valkrets | Andrakammarvalet i Sverige 1887 II: Rönö, Hölebo och Daga häraders valkrets | Andrakammarvalet i Sverige 1887 II: Rönö, Hölebo och Daga häraders valkrets | Andrakammarvalet i Sverige 1887 II: Rönö, Hölebo och Daga häraders valkrets |
| Kandidat                                                                    | Kandidat                                                                    | Röster                                                                      | Röster                                                                      | Röster                                                                      |
| Kandidat                                                                    | Kandidat                                                                    | Antal                                                                       | %                                                                           | +− %                                                                        |
| --------------------------------------------------------------------------- | --------------------------------------------------------------------------- | --------------------------------------------------------------------------- | --------------------------------------------------------------------------- | --------------------------------------------------------------------------- |
|                                                                             | Carl Andersson (NL)                                                         | 225                                                                         | 79,2                                                                        | ▲3,4                                                                        |
|                                                                             | Axel Wattrang (frih.)                                                       | 51                                                                          | 18,0                                                                        |                                                                             |
|                                                                             | Övriga kandidater                                                           | 8                                                                           | 2,8                                                                         |                                                                             |
| Antal giltiga röster                                                        | Antal giltiga röster                                                        | 284                                                                         |                                                                             |                                                                             |
| Kasserade röster                                                            | Kasserade röster                                                            | 0                                                                           |                                                                             |                                                                             |
| Totalt                                                                      | Totalt                                                                      | 284                                                                         |                                                                             |                                                                             |

Valet hölls den 23 augusti 1887. Valdeltagandet var 33,8%.

### 1890
| Andrakammarvalet i Sverige 1890: Rönö, Hölebo och Daga häraders valkrets | Andrakammarvalet i Sverige 1890: Rönö, Hölebo och Daga häraders valkrets | Andrakammarvalet i Sverige 1890: Rönö, Hölebo och Daga häraders valkrets | Andrakammarvalet i Sverige 1890: Rönö, Hölebo och Daga häraders valkrets | Andrakammarvalet i Sverige 1890: Rönö, Hölebo och Daga häraders valkrets |
| Kandidat                                                                 | Kandidat                                                                 | Röster                                                                   | Röster                                                                   | Röster                                                                   |
| Kandidat                                                                 | Kandidat                                                                 | Antal                                                                    | %                                                                        | +− %                                                                     |
| ------------------------------------------------------------------------ | ------------------------------------------------------------------------ | ------------------------------------------------------------------------ | ------------------------------------------------------------------------ | ------------------------------------------------------------------------ |
|                                                                          | Carl Andersson (NL)                                                      | 166                                                                      | 44,7                                                                     | ▼34,5                                                                    |
|                                                                          | Karl Gustaf Jonsson (prot.)                                              | 142                                                                      | 38,3                                                                     |                                                                          |
|                                                                          | Axel Wattrang (frih.)                                                    | 56                                                                       | 15,1                                                                     | ▼2,9                                                                     |
|                                                                          | Övriga kandidater                                                        | 7                                                                        | 1,9                                                                      |                                                                          |
| Antal giltiga röster                                                     | Antal giltiga röster                                                     | 371                                                                      |                                                                          |                                                                          |
| Kasserade röster                                                         | Kasserade röster                                                         | 2                                                                        |                                                                          |                                                                          |
| Totalt                                                                   | Totalt                                                                   | 373                                                                      |                                                                          |                                                                          |

Valet hölls den 29 augusti 1890. Valdeltagandet var 45,0%.

### 1893
| Andrakammarvalet i Sverige 1893: Rönö, Hölebo och Daga häraders valkrets | Andrakammarvalet i Sverige 1893: Rönö, Hölebo och Daga häraders valkrets | Andrakammarvalet i Sverige 1893: Rönö, Hölebo och Daga häraders valkrets | Andrakammarvalet i Sverige 1893: Rönö, Hölebo och Daga häraders valkrets | Andrakammarvalet i Sverige 1893: Rönö, Hölebo och Daga häraders valkrets |
| Kandidat                                                                 | Kandidat                                                                 | Röster                                                                   | Röster                                                                   | Röster                                                                   |
| Kandidat                                                                 | Kandidat                                                                 | Antal                                                                    | %                                                                        | +− %                                                                     |
| ------------------------------------------------------------------------ | ------------------------------------------------------------------------ | ------------------------------------------------------------------------ | ------------------------------------------------------------------------ | ------------------------------------------------------------------------ |
|                                                                          | Carl Andersson (NL)                                                      | 314                                                                      | 64,1                                                                     | ▲19,4                                                                    |
|                                                                          | Carl Gripenstedt (frih.)                                                 | 173                                                                      | 35,3                                                                     |                                                                          |
|                                                                          | Övriga kandidater                                                        | 3                                                                        | 0,6                                                                      |                                                                          |
| Antal giltiga röster                                                     | Antal giltiga röster                                                     | 490                                                                      |                                                                          |                                                                          |
| Kasserade röster                                                         | Kasserade röster                                                         | 18                                                                       |                                                                          |                                                                          |
| Totalt                                                                   | Totalt                                                                   | 508                                                                      |                                                                          |                                                                          |

Valet hölls den 28 augusti 1893. Valdeltagandet var 55,6%.

### 1896
| Andrakammarvalet i Sverige 1896: Rönö, Hölebo och Daga häraders valkrets | Andrakammarvalet i Sverige 1896: Rönö, Hölebo och Daga häraders valkrets | Andrakammarvalet i Sverige 1896: Rönö, Hölebo och Daga häraders valkrets | Andrakammarvalet i Sverige 1896: Rönö, Hölebo och Daga häraders valkrets | Andrakammarvalet i Sverige 1896: Rönö, Hölebo och Daga häraders valkrets |
| Kandidat                                                                 | Kandidat                                                                 | Röster                                                                   | Röster                                                                   | Röster                                                                   |
| Kandidat                                                                 | Kandidat                                                                 | Antal                                                                    | %                                                                        | +− %                                                                     |
| ------------------------------------------------------------------------ | ------------------------------------------------------------------------ | ------------------------------------------------------------------------ | ------------------------------------------------------------------------ | ------------------------------------------------------------------------ |
|                                                                          | Ernst Lindblad (L, prot.)                                                | 235                                                                      | 46,1                                                                     |                                                                          |
|                                                                          | Carl Gripenstedt (frih.)                                                 | 206                                                                      | 40,5                                                                     | ▲5,2                                                                     |
|                                                                          | Carl Andersson (L, prot.)                                                | 64                                                                       | 12,6                                                                     | ▼51,5                                                                    |
|                                                                          | Övriga kandidater                                                        | 4                                                                        | 0,8                                                                      |                                                                          |
| Antal giltiga röster                                                     | Antal giltiga röster                                                     | 509                                                                      |                                                                          |                                                                          |
| Kasserade röster                                                         | Kasserade röster                                                         | 14                                                                       |                                                                          |                                                                          |
| Totalt                                                                   | Totalt                                                                   | 523                                                                      |                                                                          |                                                                          |

Valet hölls den 29 augusti 1896. Valdeltagandet var 57,5%.

### 1899
| Andrakammarvalet i Sverige 1899: Rönö, Hölebo och Daga häraders valkrets | Andrakammarvalet i Sverige 1899: Rönö, Hölebo och Daga häraders valkrets | Andrakammarvalet i Sverige 1899: Rönö, Hölebo och Daga häraders valkrets | Andrakammarvalet i Sverige 1899: Rönö, Hölebo och Daga häraders valkrets | Andrakammarvalet i Sverige 1899: Rönö, Hölebo och Daga häraders valkrets |
| Kandidat                                                                 | Kandidat                                                                 | Röster                                                                   | Röster                                                                   | Röster                                                                   |
| Kandidat                                                                 | Kandidat                                                                 | Antal                                                                    | %                                                                        | +− %                                                                     |
| ------------------------------------------------------------------------ | ------------------------------------------------------------------------ | ------------------------------------------------------------------------ | ------------------------------------------------------------------------ | ------------------------------------------------------------------------ |
|                                                                          | Ernst Lindblad                                                           | 282                                                                      | 70,2                                                                     | ▲24,1                                                                    |
|                                                                          | Carl Andersson (Lmp)                                                     | 119                                                                      | 29,6                                                                     | ▲17,0                                                                    |
|                                                                          | Övriga kandidater                                                        | 1                                                                        | 0,2                                                                      |                                                                          |
| Antal giltiga röster                                                     | Antal giltiga röster                                                     | 402                                                                      |                                                                          |                                                                          |
| Kasserade röster                                                         | Kasserade röster                                                         | 5                                                                        |                                                                          |                                                                          |
| Totalt                                                                   | Totalt                                                                   | 407                                                                      |                                                                          |                                                                          |

Valet hölls den 21 augusti 1899. Valdeltagandet var 42,8%.

### 1902
| Andrakammarvalet i Sverige 1902: Rönö, Hölebo och Daga häraders valkrets | Andrakammarvalet i Sverige 1902: Rönö, Hölebo och Daga häraders valkrets | Andrakammarvalet i Sverige 1902: Rönö, Hölebo och Daga häraders valkrets | Andrakammarvalet i Sverige 1902: Rönö, Hölebo och Daga häraders valkrets | Andrakammarvalet i Sverige 1902: Rönö, Hölebo och Daga häraders valkrets |
| Kandidat                                                                 | Kandidat                                                                 | Röster                                                                   | Röster                                                                   | Röster                                                                   |
| Kandidat                                                                 | Kandidat                                                                 | Antal                                                                    | %                                                                        | +− %                                                                     |
| ------------------------------------------------------------------------ | ------------------------------------------------------------------------ | ------------------------------------------------------------------------ | ------------------------------------------------------------------------ | ------------------------------------------------------------------------ |
|                                                                          | Ernst Lindblad                                                           | 369                                                                      | 59,3                                                                     | ▼10,9                                                                    |
|                                                                          | Carl Gripenstedt (fris.)                                                 | 252                                                                      | 40,5                                                                     |                                                                          |
|                                                                          | Övriga kandidater                                                        | 1                                                                        | 0,2                                                                      |                                                                          |
| Antal giltiga röster                                                     | Antal giltiga röster                                                     | 622                                                                      |                                                                          |                                                                          |
| Kasserade röster                                                         | Kasserade röster                                                         | 153                                                                      |                                                                          |                                                                          |
| Totalt                                                                   | Totalt                                                                   | 775                                                                      |                                                                          |                                                                          |

Valet hölls den 7 september 1902. Valdeltagandet var 76,1%.

### 1905
| Andrakammarvalet i Sverige 1905: Rönö, Hölebo och Daga häraders valkrets | Andrakammarvalet i Sverige 1905: Rönö, Hölebo och Daga häraders valkrets | Andrakammarvalet i Sverige 1905: Rönö, Hölebo och Daga häraders valkrets | Andrakammarvalet i Sverige 1905: Rönö, Hölebo och Daga häraders valkrets | Andrakammarvalet i Sverige 1905: Rönö, Hölebo och Daga häraders valkrets |
| Kandidat                                                                 | Kandidat                                                                 | Röster                                                                   | Röster                                                                   | Röster                                                                   |
| Kandidat                                                                 | Kandidat                                                                 | Antal                                                                    | %                                                                        | +− %                                                                     |
| ------------------------------------------------------------------------ | ------------------------------------------------------------------------ | ------------------------------------------------------------------------ | ------------------------------------------------------------------------ | ------------------------------------------------------------------------ |
|                                                                          | Ernst Lindblad                                                           | 459                                                                      | 61,4                                                                     | ▼2,1                                                                     |
|                                                                          | Anders Jeurling (fris.)                                                  | 283                                                                      | 37,9                                                                     |                                                                          |
|                                                                          | Övriga kandidater                                                        | 5                                                                        | 0,7                                                                      |                                                                          |
| Antal giltiga röster                                                     | Antal giltiga röster                                                     | 747                                                                      |                                                                          |                                                                          |
| Kasserade röster                                                         | Kasserade röster                                                         | 2                                                                        |                                                                          |                                                                          |
| Totalt                                                                   | Totalt                                                                   | 749                                                                      |                                                                          |                                                                          |

Valet hölls den 24 september 1905. Valdeltagandet var 69,5%.

### 1908
| Andrakammarvalet i Sverige 1908: Rönö, Hölebo och Daga häraders valkrets | Andrakammarvalet i Sverige 1908: Rönö, Hölebo och Daga häraders valkrets | Andrakammarvalet i Sverige 1908: Rönö, Hölebo och Daga häraders valkrets | Andrakammarvalet i Sverige 1908: Rönö, Hölebo och Daga häraders valkrets | Andrakammarvalet i Sverige 1908: Rönö, Hölebo och Daga häraders valkrets |
| Kandidat                                                                 | Kandidat                                                                 | Röster                                                                   | Röster                                                                   | Röster                                                                   |
| Kandidat                                                                 | Kandidat                                                                 | Antal                                                                    | %                                                                        | +− %                                                                     |
| ------------------------------------------------------------------------ | ------------------------------------------------------------------------ | ------------------------------------------------------------------------ | ------------------------------------------------------------------------ | ------------------------------------------------------------------------ |
|                                                                          | Carl Gripenstedt                                                         | 485                                                                      | 52,4                                                                     |                                                                          |
|                                                                          | Ernst Lindblad                                                           | 439                                                                      | 47,4                                                                     | ▼14,0                                                                    |
|                                                                          | Övriga kandidater                                                        | 2                                                                        | 0,2                                                                      |                                                                          |
| Antal giltiga röster                                                     | Antal giltiga röster                                                     | 926                                                                      |                                                                          |                                                                          |
| Kasserade röster                                                         | Kasserade röster                                                         | 1                                                                        |                                                                          |                                                                          |
| Totalt                                                                   | Totalt                                                                   | 927                                                                      |                                                                          |                                                                          |

Valet hölls den 6 september 1908. Valdeltagandet var 73,3%.